# Efa (dessinateur)
Efa est le nom de plume de Ricard Fernàndez Villanueva né en 1976 à Sabadell, il travaille comme dessinateur de bande dessinée espagnol.